# Anita Straker
Anita Straker est une pédagogue britannique. Après avoir été professeur de mathématiques, elle est devenue inspectrice d'école. Travaillant au Département de l'Éducation, elle a été pionnière dans le développement de l'informatique en milieu scolaire.
Dans les années 1980, elle conçut les jeux vidéo éducatifs Martello Tower et Merlin's Castle pour le BBC Micro. Dans les années 1990, elle a créé la National Numeracy Strategy pour l'enseignement précoce des mathématiques dans les écoles.
Elle est compagnon de l'Ordre du Bain et officier de l'Ordre de l'Empire britannique. Elle a écrit plusieurs manuels de mathématiques.